# Charissa italohelveticus
Charissa italohelveticus is een vlinder uit de familie spanners (Geometridae). De wetenschappelijke naam is voor het eerst geldig gepubliceerd in 1986 door Rezbanyai-Reser.
De soort komt voor in Europa.